# ОШ „Вук Караџић” Прилужје
Основна школа „Вук Караџић”, налази се у месту Прилужје, општинa Вучитрн на Космету. Једна је од најстаријих школа на Косову и Метохији. Школа је почела са радом 1865. године.

## Историја
Школа носи име по реформату српског језика, Вуку Стефановићу Караџићу. Са радом је почела 1865. године, а нову и модернију зграду добила 1958. године, која се и данас користи, али је адаптирана 2009. Балон сала, фудбалски и кошаркашки терени налазе се у школском дворишту.
Школска настава се одвија у две смене, јер не постоје услови да објекат прими ученике у једну смену. Прва смена почиње од 8 часова и подразумева предметну наставу, док је друга од 13 часова и своди се на разредну наставу. Школа има 17 одељења од од I до VIII разреда, као и два одељења предшколске групе, а похађа је око 285. ученика.